# Hendecourt-lès-Cagnicourt
Hendecourt-lès-Cagnicourt é uma comuna francesa na região administrativa de Altos da França, no departamento de Pas-de-Calais. Estende-se por uma área de 8,86 km². Em 2010 a comuna tinha 325 habitantes (densidade: 36,7 hab./km²).